# Holly Springs, North Carolina
Holly Springs är en ort i Wake County i delstaten North Carolina, USA.